# خرس گریزلی کالیفرنیا
خرس گریزلی کالیفرنیا (نام علمی: Ursus arctos californicus) نام یک زیرگونه منقرض‌شده از گونه خرس قهوه‌ای است.